# カンタス航空32便エンジン爆発事故
カンタス航空32便エンジン爆発事故（カンタスこうくう32びんエンジンばくはつじこ）とは、シンガポール・チャンギ国際空港からシドニーに向けて出発したカンタス航空の定期便がインドネシアのバタム島上空を飛行中に、左翼第2エンジンが破損してカバーや部品が落下し、民家を破壊した航空事故である。原因は、搭載エンジンであるロールス・ロイス トレント900の製造ミスであった。

## 概要
カンタス32便はヒースロー空港からチャンギ空港を経由して、シドニー空港に向かう定期便であった。
チャンギ空港を離陸して数分後に突然左翼内側の第2エンジンが爆発した。この時、32便はバタム島の上空を飛行中であり、第2エンジンの破片やエンジンカバーがバタム島やその近辺に落下した。この破片が発見された時、カンタス航空のA380が墜落したとの速報が流れたが、実際には墜落しておらず、クルー達は即座に第2エンジンを停止させて消火した。偶然にも32便の機長はこのフライトで定期的な試験を受けており、試験官を務める別の機長と交代の副操縦士を含めてコックピットクルーは5人いた。操縦こそ鈍くなってしまったものの、運行搭乗員たちは互いに協力し合い、32便をその後安全に着陸させるための手順を迅速に行なうことができた。
だが、この時にECAM上には50項目以上の膨大なエラーメッセージが表示された。後に第二副操縦士が客室から被害状況を確認すると、第2エンジンの破片の一部が主翼を貫通し、燃料が漏れ出していた（他にも胴体下部に衝突して穴を開けた破片があった）。この衝突によって、油圧などの操縦系統や配線の一部が破損していた（後述する第1エンジンが停止できなかったのも、これが原因だった）。また、燃料移送ポンプの破損により燃料投棄によって機体を軽くすることも出来なくなった。副操縦士がエラーに対処する一方で、機長は操縦に専念し、32便はゆっくり旋回をしながらチャンギ空港へと引き返した。
32便は事故発生から二時間後に、4000mある滑走路の端から150m手前で停止し着陸に成功した。そして、クルー達は全エンジンを停止させたが、第1エンジンだけはパイロットの操作を全く受け付けずに作動したままだった。燃料が漏れ出していたこともあり、引火を恐れた機長の判断で非常用脱出シュートを使用せず、乗客は着陸後も一時間近く機内に留まった。
結局、駆けつけた消防隊が燃料漏れや引火の危険を食い止めた後に、乗客乗員をタラップで降ろすことにした。しかし、第1エンジンの停止にはそれからさらに時間を要し、消火液をエンジンに吹き付けることで、事故発生から五時間後にようやく第1エンジンが停止した。
搭乗していた乗員乗客469名は全員無事に降機し、また、エンジンの破片が直撃した民家でも負傷者はなかった。機長以下搭乗員一同の優れたチームワークとクルー・リソース・マネジメントスキルは、事故後高く評価された。

## 事故原因の調査

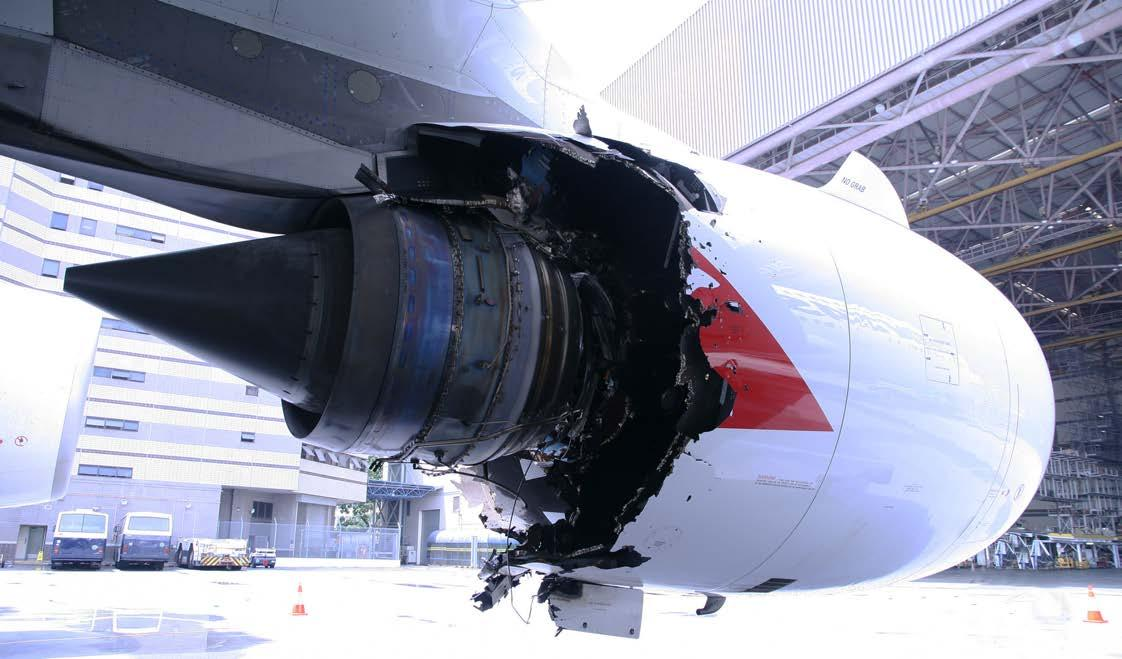
第2エンジンの損傷

調査の結果、エンジン爆発の引き金となったのはオイルパイプの疲労破壊と判明した。このパイプは高圧タービンと中圧タービンのベアリングに潤滑油を供給する部品の1つである。破損した周囲は冷却用の空気が導入されており、比較的低温だったが、それでも潤滑油の発火点を超える温度であったために、パイプの亀裂から霧状に噴出した潤滑油が発火した。潤滑油の燃焼による熱で、周囲の部品は変形あるいは材料強度の低下を引き起こして破損した。ベアリングの後方には中圧タービンディスクからタービン軸へ繋がる部位(ドライブアーム)があり、この部位も熱による強度低下で破損し、中圧タービンはタービン軸から分離してしまった。タービン軸と中圧タービンが分離してすぐに低圧圧縮機(ファン)と中圧圧縮機は回転数が低下したものの、設計に反して高圧圧縮機は回転数の低下が小さく、中圧タービンを通るガスの圧力は十分に低下しなかった。そのためタービン軸から分離した中圧タービンディスクは後方の部品と衝突しながらも回転が加速していき、過回転を生じた。その結果、タービン軸と分離してから4秒後に材料強度の限界を超える遠心力によって中圧タービンディスクは破断、主に3つの破片となって高速で飛散し、エンジンのケースを突き破って一部が機体に損傷を与えた。
破損したパイプの肉厚は規定値を下回るほどに薄く、ロールス・ロイスによる製造ミスが明らかになった。急遽同社製のエンジンが使用されたA380（当時20機が就航）の検査が行われ、34基のエンジンで製造ミスの部品が発見され、交換された。
事故の後、エンジン制御ソフトウェアの改修によってトレント900に中圧タービン過回転防止システムが追加された。これは中圧タービンが過回転を起こさないように、タービンと軸の分離の原因となりうる中圧タービン前後の冷却空気の温度上昇を検知するか、タービンと軸が分離したときに発生する中圧タービン軸の急減速を検知した場合に、燃料供給を止めると共にガスの流れを上流で絞りながら圧力を逃がすことでエンジンを緊急停止させる仕組みとなっている。

## 関連文献
- Richard de Crespigny (2012). QF32. Sydney: Pan Macmillan Australia. ISBN 9781742611174

## この事故を扱った作品
- 『メーデー!:航空機事故の真実と真相』第11シーズン第10話「Qantas 32: Titanic  In The Sky」
- 『奇跡体験!アンビリバボー』2013年3月21日放送
- 『トリハダ㊙スクープ映像100科ジテン』天国vs地獄!奇跡の生還2時間スペシャル!「最新鋭機でエンジン爆発!469人の運命は!?」 2016年3月2日放送
- 『世界衝撃映像100連発 カメラが見た劇的瞬間』2018年8月1日放送